# Mahanakorn University of Technology
Die Mahanakorn University of Technology (thailändisch มหาวิทยาลัยเทคโนโลยีมหานคร, MUT) ist eine private Universität im Bangkoker Bezirk Nong Chok, Thailand.

## Geschichte
Die Universität wurde am 27. Februar 1990 in Nong Chok als Mahanakorn College eröffnet, Gründungsvater war Sitthichai Pookaiyaudom. Sitthichai war zuvor Dekan am King Mongkut’s Institute of Technology Lat Krabang. Das Ziel war es, wegen des extremen Mangels an Ingenieuren und dem rapiden Anstieg der technologischen Entwicklung in Thailand, Studenten des Ingenieurwesens auszubilden. Wegen des Erfolges sowohl in der Ausbildung als auch in der Forschung wurde das College in kürzester Zeit zur Volluniversität ernannt mit dem neuen Namen Mahanakorn University of Technology. Die Universität ist die erste und einzige in Thailand, die einen eigenen experimentellen Erdbeobachtungs- und Amateurfunksatelliten (TMSAT) entwickelt hat.